# Hakuba
Hakuba (jap. 白馬村 Hakuba-mura) – wieś w Japonii, położona w powiecie Kitaazumi, w prefekturze Nagano, w centralnej części wyspy Honsiu (Honshū). 
Według spisu ludności z 2010 roku Hakubę zamieszkuje 9 205 mieszkańców. Przy powierzchni równej 189,37 km², daje to gęstość zaludnienia 48,6 osób na km². 
Jest to ośrodek sportów zimowych. Znajdują się tu między innymi trasy zjazdowe dla narciarstwa alpejskiego oraz kompleks skoczni narciarskich, składający się z dwóch obiektów: HS98 i HS131. Skocznie te zostały specjalnie wybudowane na igrzyska olimpijskie w Nagano w 1998 roku.
Z Hakuby pochodzą między innymi: skoczek narciarski Keita Umezaki oraz kombinator norweski Akito Watabe.
Historia Hakuby jako jednego z czołowych międzynarodowych górskich kurortów w Japonii sięga ponad 100 lat wstecz. Odkąd brytyjski misjonarz anglikański i alpinista Walter Weston (1861–1940) po raz pierwszy odwiedził Hakubę w 1894 roku, stała się ona obowiązkowym punktem dla każdego miłośnika gór. 

## Galeria

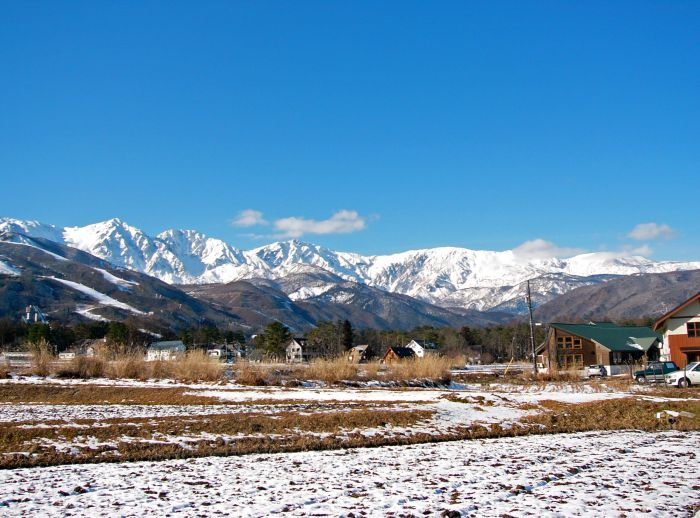
Góry wokół Hakuby
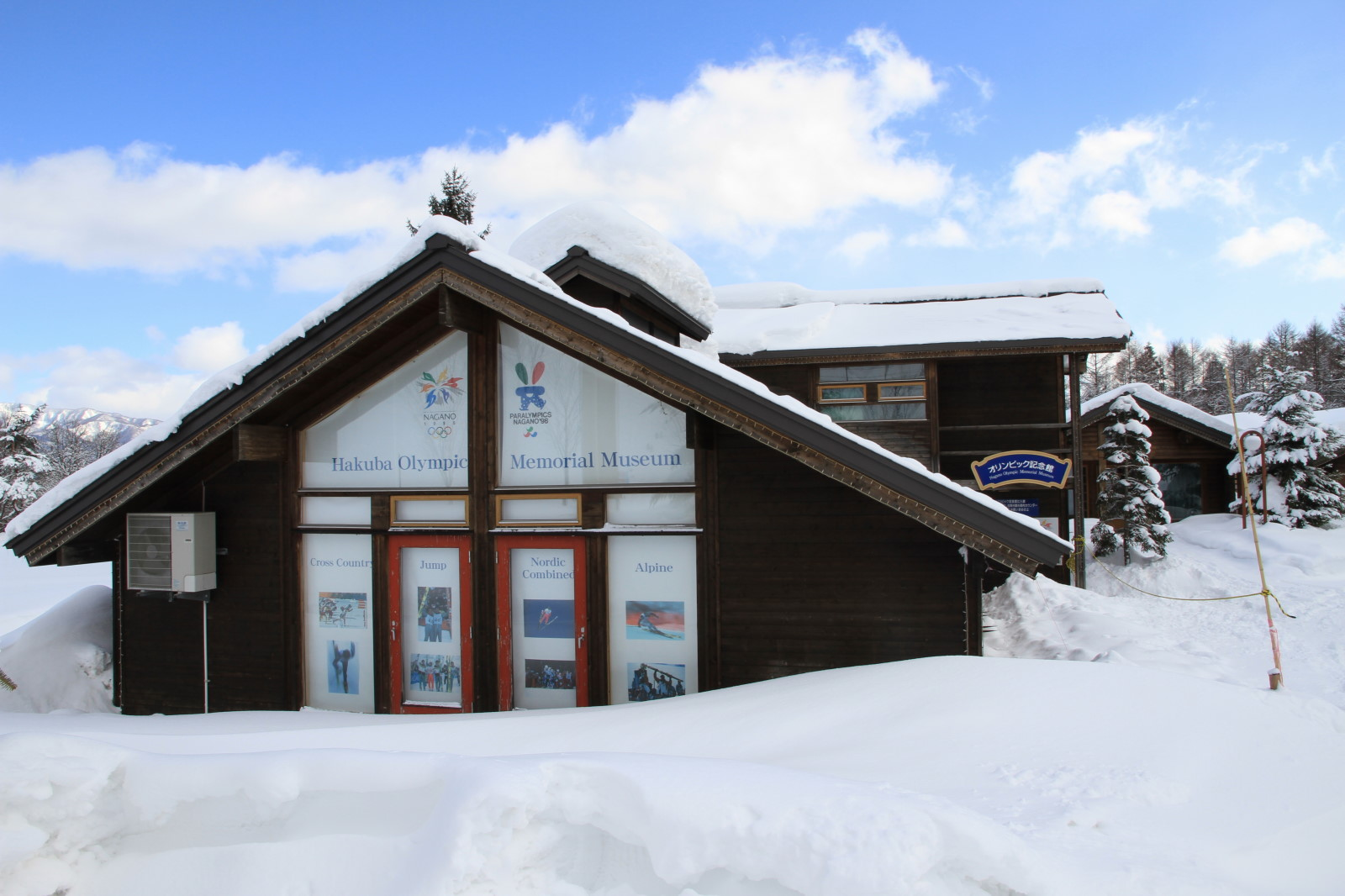
Muzeum Olimpijskie
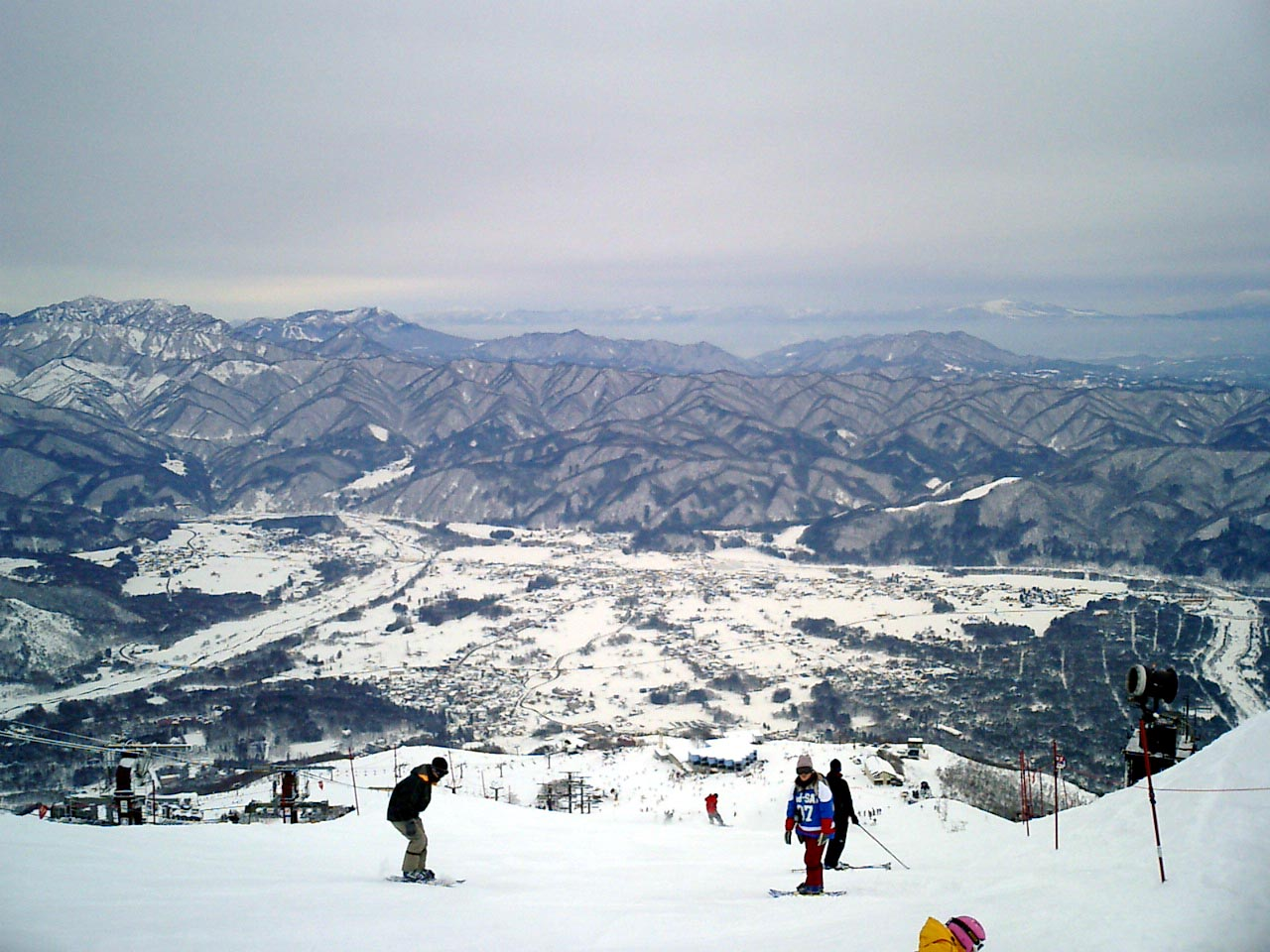
Ośrodek Hakuba Happō-one
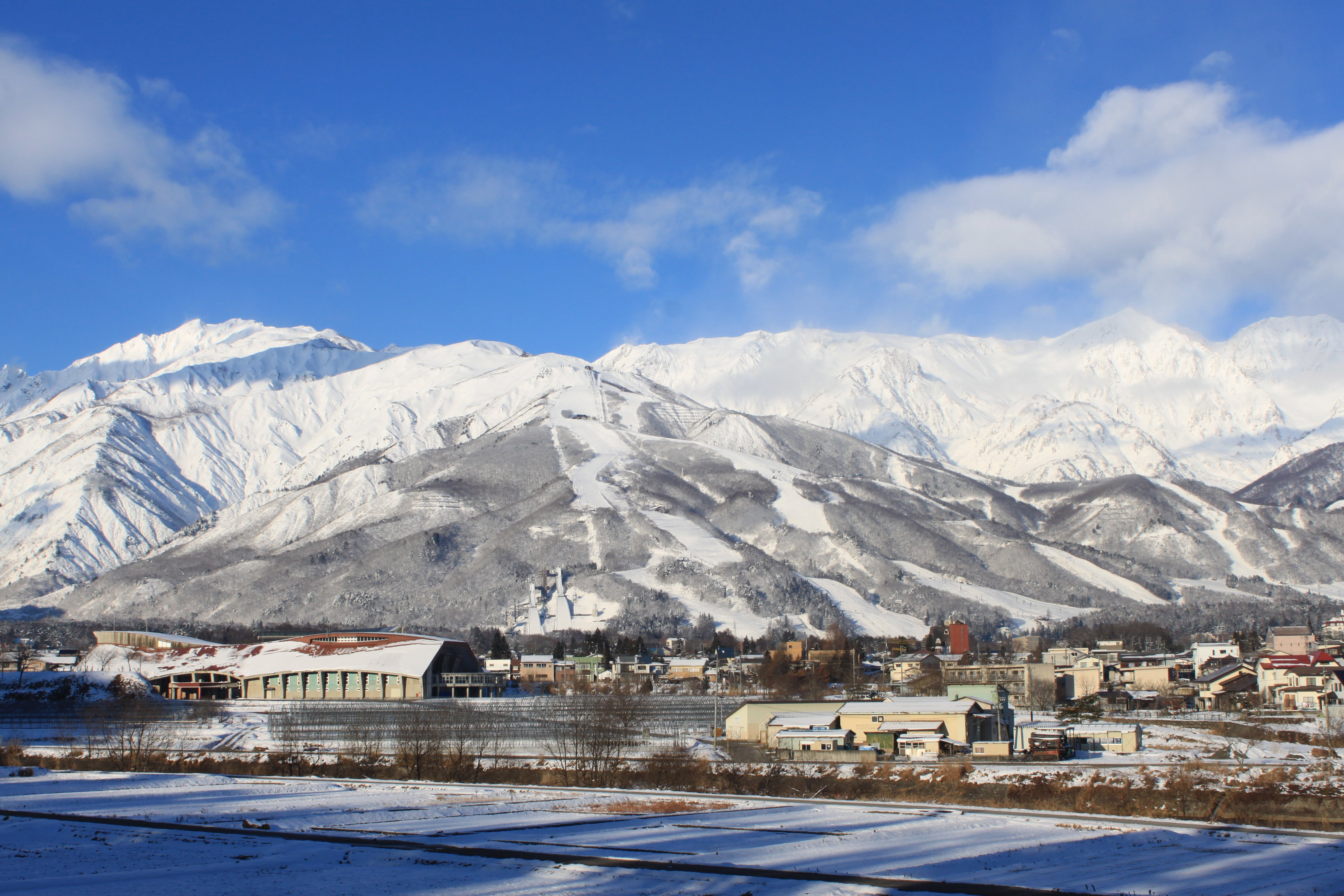
Panorama zimowa